# Il Chapütschin
Der Il Chapütschin (ⓘ, diminutiv zum rätoromanischen chapütsch für ‹Kapuze› aus dem lateinischen capucia, Ableitung von cappa für ‹Mantel, Art Kopfbedeckung›) ist ein Berg südlich von Sils im Engadin im Kanton Graubünden in der Schweiz mit einer Höhe von 3388 m ü. M. Der Gipfel ist pyramidenförmig und fällt von Pontresina aus betrachtet wegen seiner Schneekapuze auf. Der Il Chapütschin ist eine Erhebung im Westen des Sellakessels. Er ist sehr beliebt als Frühjahrs-Skitour.

## Lage und Umgebung
Der Il Chapütschin gehört zur Sella-Gruppe, einer Untergruppe der Bernina-Alpen. Über dem Gipfel verläuft die Gemeindegrenze zwischen Sils im Engadin/Segl und Samedan. Der Il Chapütschin wird im Westen durch das Fextal und im Osten durch das Val Roseg eingefasst.
Zu den Nachbargipfeln gehören der Piz dal Lej Alv (3195 m) und der Piz Corvatsch (3451 m) im Norden, der La Muongia (3414 m), der Piz Glüschaint (3594 m) und der La Sella (3584 m) im Süden, der Piz Salatschina (2825 m) im Westen und der Piz Roseg (3935 m), der Piz Scerscen (3970 m) sowie der Piz Bernina (4049 m) im Westen.
Der am weitesten entfernte sichtbare Punkt (44° 9′ 57,3″ N, 7° 48′ 34,3″ O) vom Il Chapütschin befindet sich beim Bric Conoia auf dem Gemeindegebiet von Ormea im oberen Tanarotal in der italienischen Provinz Cuneo (CN), Region Piemont, und ist 292 km entfernt.
Der Il Chapütschin ist von drei Gletschern umgeben, dem Vadrettin dal Chapütschin im Nordwesten, dem Vadret dal Chapütschin im Nordosten und dem Vadret da Roseg im Süden. Im Nordosten befindet sich die Coazhütte, eine Berghütte des Schweizer Alpen-Clubs. 

## Routen zum Gipfel

### Sommerrouten

#### Über den Nordgrat
- Ausgangspunkt: Coazhütte (2610 m)
- Schwierigkeit: WS
- Zeitaufwand: 3 Stunden

#### Durch die Nordwestflanke
- Ausgangspunkt: Sils Maria (1809 m)
- Via: Lej Sgrischus, Lej Alv
- Schwierigkeit: WS
- Zeitaufwand: 5–6 Stunden
- Bemerkung: Eine Besteigung des Piz Chüern ist wegen des prächtigen Rundblicks lohnenswert

#### Über den Südwestgrat
- Ausgangspunkt: Coazhütte (2610 m)
- Via: Fuorcla dal Chapütschin
- Schwierigkeit: WS
- Zeitaufwand: 3½ Stunden

### Winterrouten
Der Il Chapütschin ist sehr beliebt als Frühjahrs-Skitour. Ausgangspunkte dazu können sein: die Bergstation Piz Corvatsch, die Bergstation Furtschellas oder das Val Roseg. Trotzdem darf der Gipfel nicht unterschätzt werden, sämtliche Aufstiege führen über nicht überall spaltenlose Gletscher; dementsprechend ist alpine Ausrüstung erforderlich.

#### Von Surlej (Bergstation Corvatsch)
- Ausgangspunkt: Bergstation Piz Corvatsch (3298 m)
- Via: Vadret da l’Alp Ota, P. 3099, Vadret dal Murtèl, Plaun dals Süts, P. 3172, Vadrettin dal Chapütschin, Nordgrat
- Expositionen: E, NE, NW
- Schwierigkeit: WS+
- Zeitaufwand: 3½ Stunden

#### Von der Chamanna Coaz CAS
- Ausgangspunkt: Chamanna Coaz (2610 m)
- Via: Vadret da Roseg, Ostgrat
- Expositionen: NE, E
- Schwierigkeit: ZS-
- Zeitaufwand: 3 Stunden
- Alternative: Von der Chamanna Coaz nach NW zur Route «Von Surlej»

#### Von Segl-Maria (Bergstation Furtschellas)
- Ausgangspunkt: Bergstation Furtschellas (2791 m)
- Via: Abfahrt nach S, Plaun da las Furtschellas, Lej Alv, P. 3095, Vadrettin dal Chapütschin, Nordgrat
- Expositionen: NW
- Schwierigkeit: WS

## Galerie

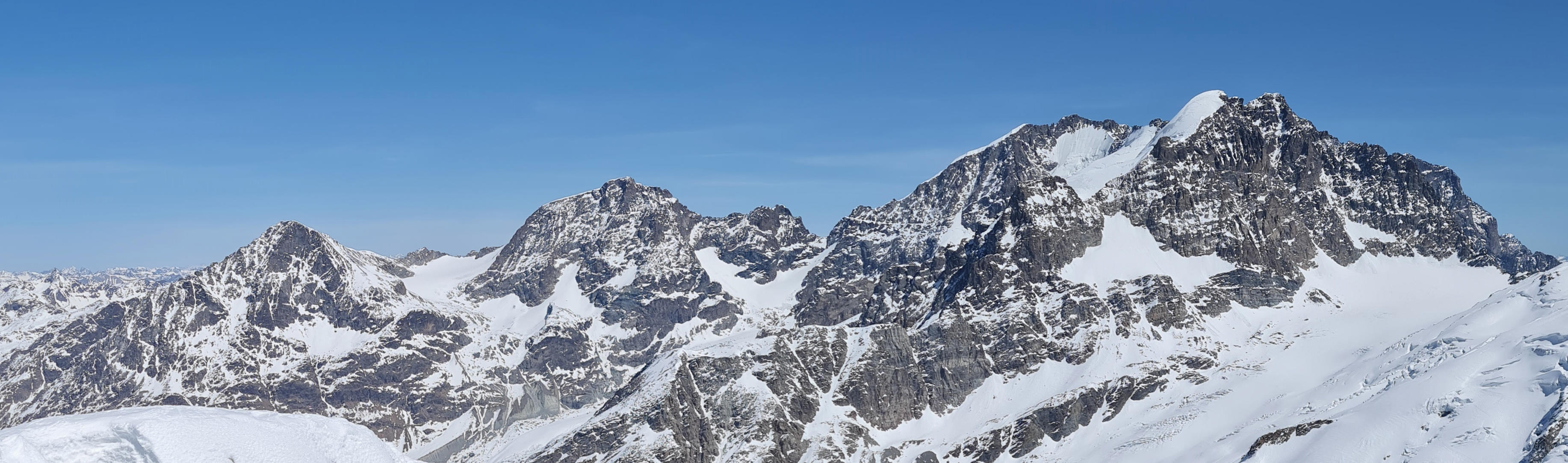
Sicht vom Il Chapütschin zu den Hauptgipfeln der Berninagruppe (für Annotationen der einzelnen Berge aufs Bild klicken)
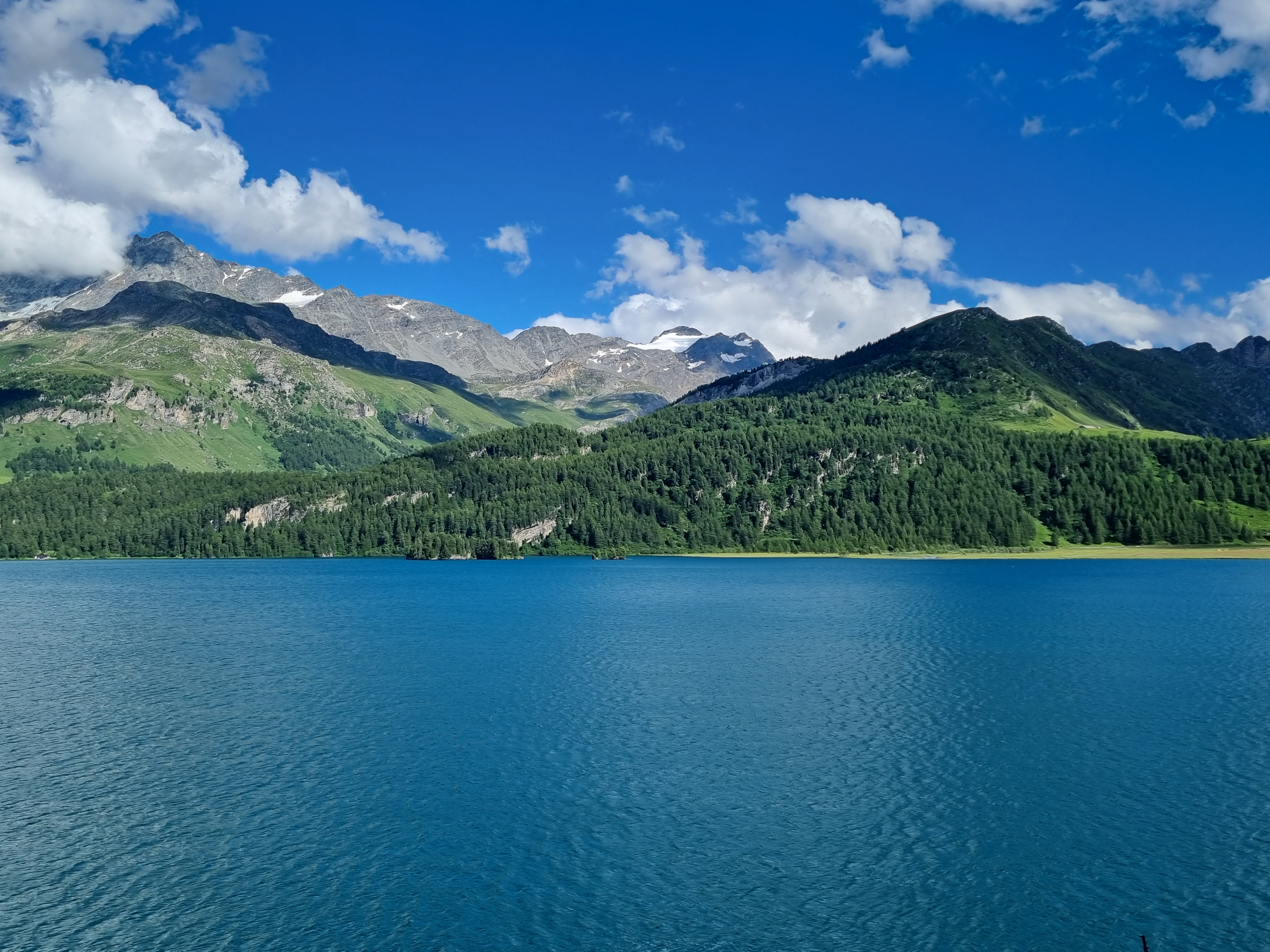
Il Chapütschin, Piz Corvatsch und Silsersee, aufgenommen von Nordwesten
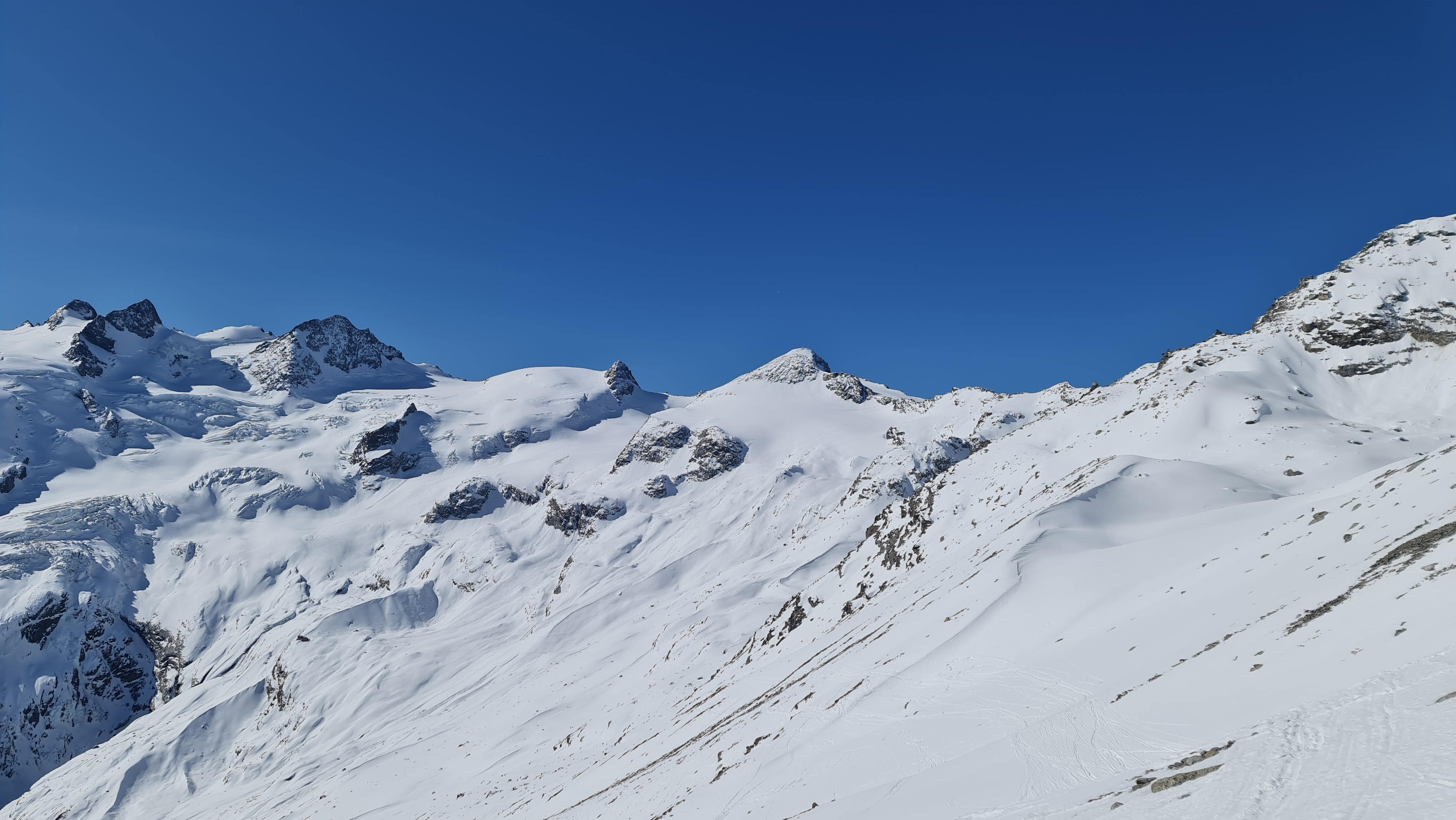
Punta Orientale della Sella, Punta Occidentale della Sella, Cima Sondrio, Piz Glüschaint, La Muongia und Il Chapütschin (v. l. n. r.), aufgenommen von Murtèl Sur (für Annotationen der einzelnen Berge aufs Bild klicken)
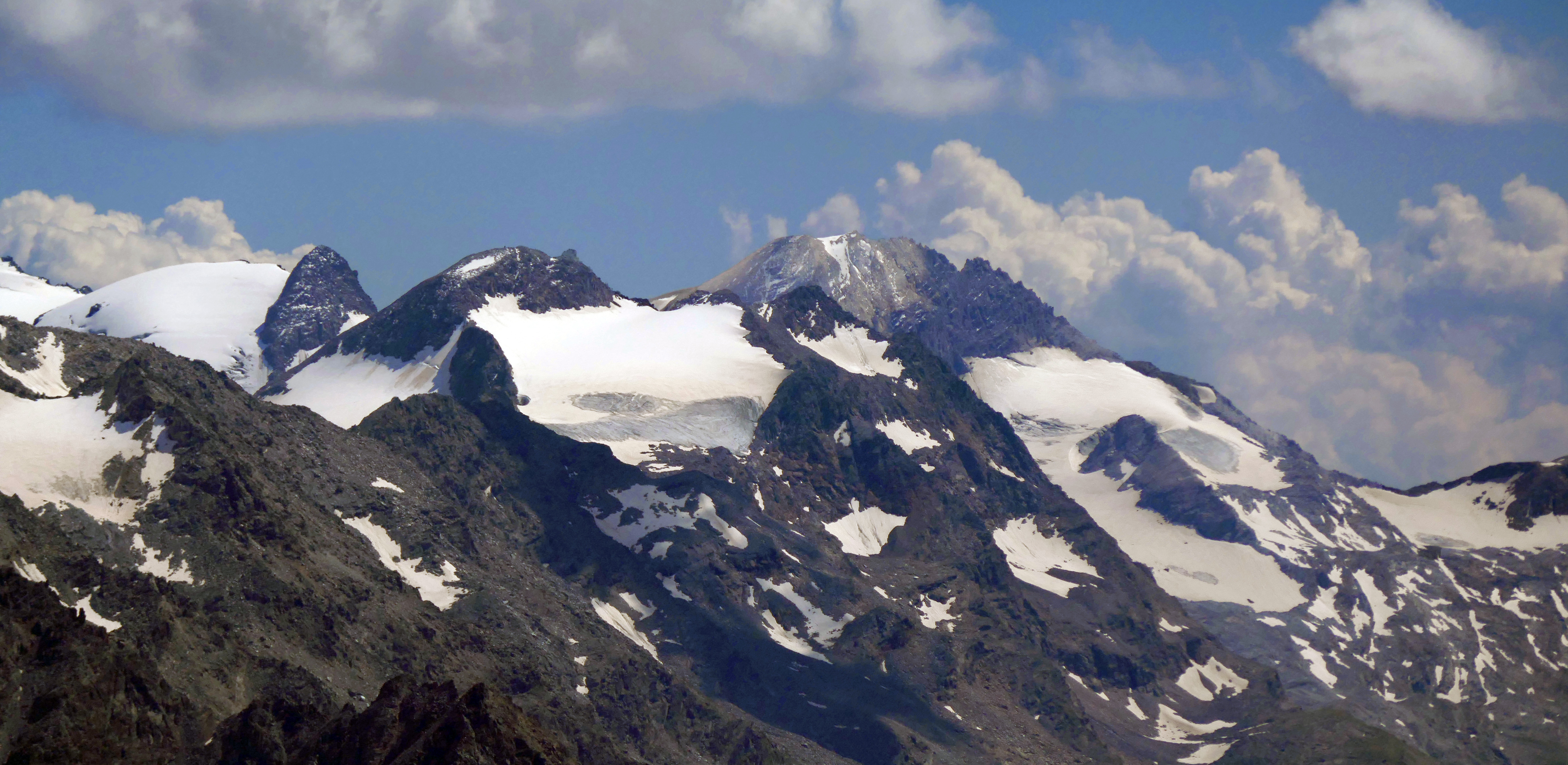
Il Chapütschin mit Vadrettin dal Chapütschin
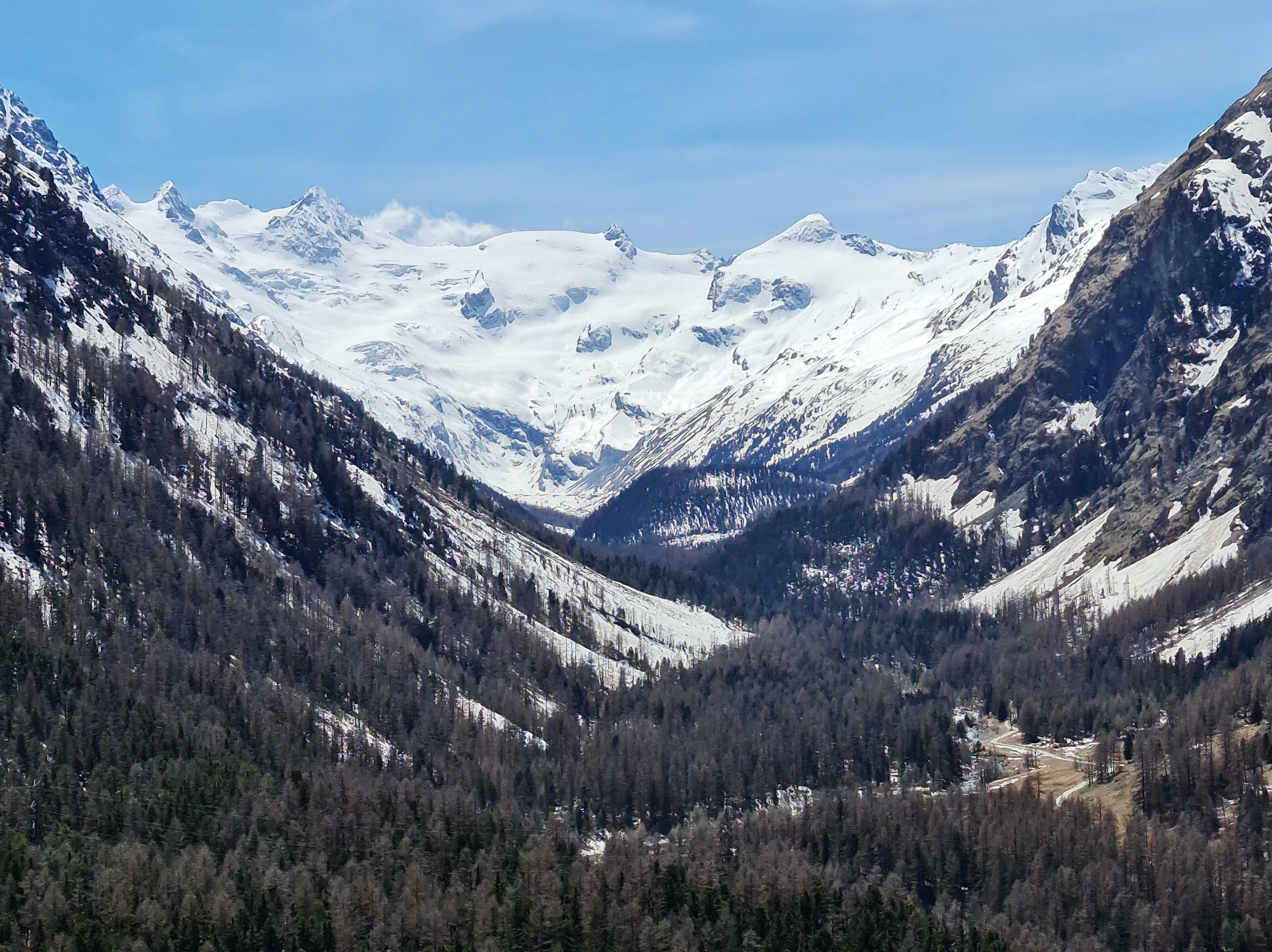
Val Roseg und Punta Orientale della Sella, Punta Occidentale della Sella, Piz Glüschaint, Piz da la Fuorcla, La Muongia, Il Chapütschin und Muot da Crasta (v. l. n. r.), aufgenommen von Pontresina (für Annotationen der einzelnen Berge aufs Bild klicken)